# 平珠藓属
平珠藓属（学名：Plagiopus），是珠藓科下的一个属。

## 下属物种
- 平珠藓 Plagiopus oederi
- 寒地平珠藓 Plagiopus oederiana